# Jyhan Artut
Jyhan Artut (* 9. Oktober 1976 in Holzminden) ist ein deutscher Dartspieler. Aufmerksamkeit erzielte er, als er bei der PDC-Weltmeisterschaft 2012 gegen Gary Anderson in der ersten Runde 2:0 in Führung ging und erst im Sudden Death besiegt wurde. Durch einen Sieg bei der PDC Qualifying School sicherte er sich zu Beginn der Saison 2013 eine Tour Card.

## Turniererfolge
- 2009: GDC-Sieger (2×)

## Weltmeisterschaftsresultate

### PDC
- 2010: 2. Runde (1:4-Niederlage gegen  Robert Thornton)
- 2011: 1. Runde (1:3-Niederlage gegen  Denis Ovens)
- 2012: 1. Runde (2:3-Niederlage gegen  Gary Anderson)
- 2015: 1. Runde (0:3-Niederlage gegen  Phil Taylor)
- 2016: 1. Runde (0:3-Niederlage gegen  Stephen Bunting)